# Règlement sur le registre des droits personnels et réels mobiliers
Le Règlement sur le registre des droits personnels et réels mobiliers (ou règlement sur le RDPRM) est un règlement important en droit des sûretés québécois qui permet notamment d'identifier quels biens peuvent être hypothéqués par hypothèque mobilière sans dépossession par une personne physique qui n'exploite pas une entreprise en application de l'article 2683 du Code civil du Québec.
La règle générale est que les personnes physiques qui ne sont pas des entrepreneurs en train d'exploiter une entreprise ne peuvent pas hypothéquer des meubles sans dépossession, mais ce règlement établit une liste de biens qui tombent sous le coup d'une exception à la règle.

## Résumé des principaux chapitres
Il explique aussi la structure du registre des droits personnels et réels mobiliers, il énonce les biens décrits par une fiche nominative et ceux décrits par une fiche descriptive, il énonce la nature des droits soumis à la publicité sur le registre, il énonce les moyens d'assurer la fiabilité des documents transmis par voie électronique, il traite de la délivrance et du renouvellement des biclés et des certificats et des obligations du titulaire des biclés et des certificats. Il contient en outre des dispositions sur la validité des biclés et des certificats et prévoit des règles relatives aux réquisitions d'inscription et au contenu de la réquisition. Il énonce enfin des règles relatives au fichier d'adresses du registre et à la consultation du registre et de la conservation, de la reproduction et du transfert d'informations.

## Biens hypothécables par une personne physique n'exploitant pas une entreprise
Les biens hypothécables par une personne physique n'exploitant pas une entreprise sont énumérés à l'art. 15.02 du R-RDPRM.

« 15.02. Les biens sur lesquels une personne physique qui n’exploite pas une entreprise peut consentir une hypothèque mobilière sans dépossession en application de l’article 2683 du Code civil sont les suivants:
1°   les biens énumérés à l’article 15.01;
2°   les biens précieux au sens de la Loi sur les impôts (chapitre I-3);
3°   les biens incorporels, notamment les biens qui constituent une forme d’investissement au sens de la Loi sur les valeurs mobilières (chapitre V-1.1), les valeurs mobilières et les titres intermédiés visés par la Loi sur le transfert de valeurs mobilières et l’obtention de titres intermédiés (chapitre T-11.002), les instruments dérivés visés par la Loi sur les instruments dérivés (chapitre I-14.01), les créances, les droits découlant d’un contrat d’assurance et les droits de propriété intellectuelle, à l’exception, dans tous les cas, des biens constituant un régime enregistré d'épargne-retraite, un fonds enregistré de revenu de retraite, un régime enregistré d'épargne-études ou un régime enregistré d'épargne-invalidité au sens de la Loi sur les impôts. »

### Biens de l'article 15.01 R-RDPRM
Les biens de l'article 15.01 R-RDPRM constituent la première catégorie de biens hypothécables par une personne physique qui n'exploite par une entreprise.

« 15.01. Outre les cas où ils portent sur des biens acquis ou requis pour le service ou l’exploitation d’une entreprise, sont soumis à la publicité sur le registre en vertu des articles 1745, 1750 et 1852 du Code civil les réserves de propriété, facultés de rachat et droits résultant d’un bail d’une durée de plus d’un an, de même que toute cession de ces réserves, facultés ou droits, portant sur les biens meubles suivants:
1°   un véhicule routier appartenant à l’une des catégories visées aux paragraphes 1, 2, 9, 10 et 11 du premier alinéa de l’article 15;
2°   une caravane ou une semi-caravane;
3°   une maison mobile;
4°   un bateau;
5°   une motomarine;
6°   un aéronef. »

L'article 15.01 (1°) énonce que la liste inclut un véhicule routier appartenant à l’une des catégories visées aux paragraphes 1, 2, 9, 10 et 11 du premier alinéa de l’article 15. En consultant, l'art. 15 R-RDPRM, on constate qu'il s'agit donc d'un véhicule de promenade, d'une motocyclette, d'une habitation motorisée, d'un motoneige dont le modèle est postérieur à l’année 1988 et d'un véhicule tout terrain motorisé, muni d’un guidon et d’au moins 2 roues, qui peut être enfourché et dont la masse nette n’excède pas 600 kg.

### Biens précieux au sens de la Loi sur les impôts
Les biens précieux sont énumérés à l'article 265 al.1 de la Loi sur les impôts.

« 265. Le gain net imposable provenant de l’aliénation de biens précieux pour un contribuable est égal, sous réserve du deuxième alinéa, à la moitié de son gain net pour l’année provenant de l’aliénation des biens précieux qui sont des biens d’usage personnel et qui sont, en tout ou en partie, des estampes, gravures, dessins, tableaux, sculptures ou d’autres œuvres d’art de même nature, des bijoux, des in-folios rares, manuscrits rares ou livres rares, des timbres ou des pièces de monnaie. »

### Biens incorporels
Les biens incorporels sont des biens qui n'ont pas d'existence physique. La disposition de l'art. 15.02 (3⁰) R-RDPRM contient une série d'exemples de biens qui sont considérés comme des biens incorporels au sens de la loi. Il s'agit des biens qui constituent une forme d'investissement au sens de la Loi sur les valeurs mobilières, les valeurs mobilières et les titres intermédiés visés par la Loi sur le transfert de valeurs mobilières et l'obtention de titres intermédiés, les instruments dérivés visés par la Loi sur les instruments dérivés, les créances, les droits découlant d'un contrat d'assurance et les droits de propriété intellectuelle, à l'exception biens constituant un Régime enregistré d'épargne-retraite, un fonds enregistré de revenu de retraite, un régime enregistré d'épargne-études ou un régime enregistré d'épargne invalidité au sens de la Loi sur les impôts.